# Fum al Samakah
Fum al Samakah eller Beta Piscium (β Piscium, förkortat Beta Psc, β Psc), som är stjärnans Bayerbeteckning, är en misstänkt variabel stjärna belägen i västra delen av stjärnbilden Fiskarna. Den har en skenbar magnitud på 4,40 och är svagt synlig för blotta ögat. Baserat på parallaxmätningar under Hipparcosuppdraget befinner den sig på ett avstånd av 410 ljusår (ca 125 parsek) från solen.

## Nomenklatur
Namnet Fum al Samakah kommer från den arabiska فم السمكة fum al-samakah "fiskens mun" (jämför Fomalhaut).

## Egenskaper
Beta Piscium är en Be-stjärna, en särskild typ av stjärna i huvudserien med spektralklass B och med främmande emissionslinjer i sina spektra. Den är av spektraltyp B6Ve och har en uppskattad massa som är ca 4,7 gånger större än solens, och en radie är som är ca 3,6 gåner större. De är misstänkt att vara en variabel stjärna.